# Европейский парламент

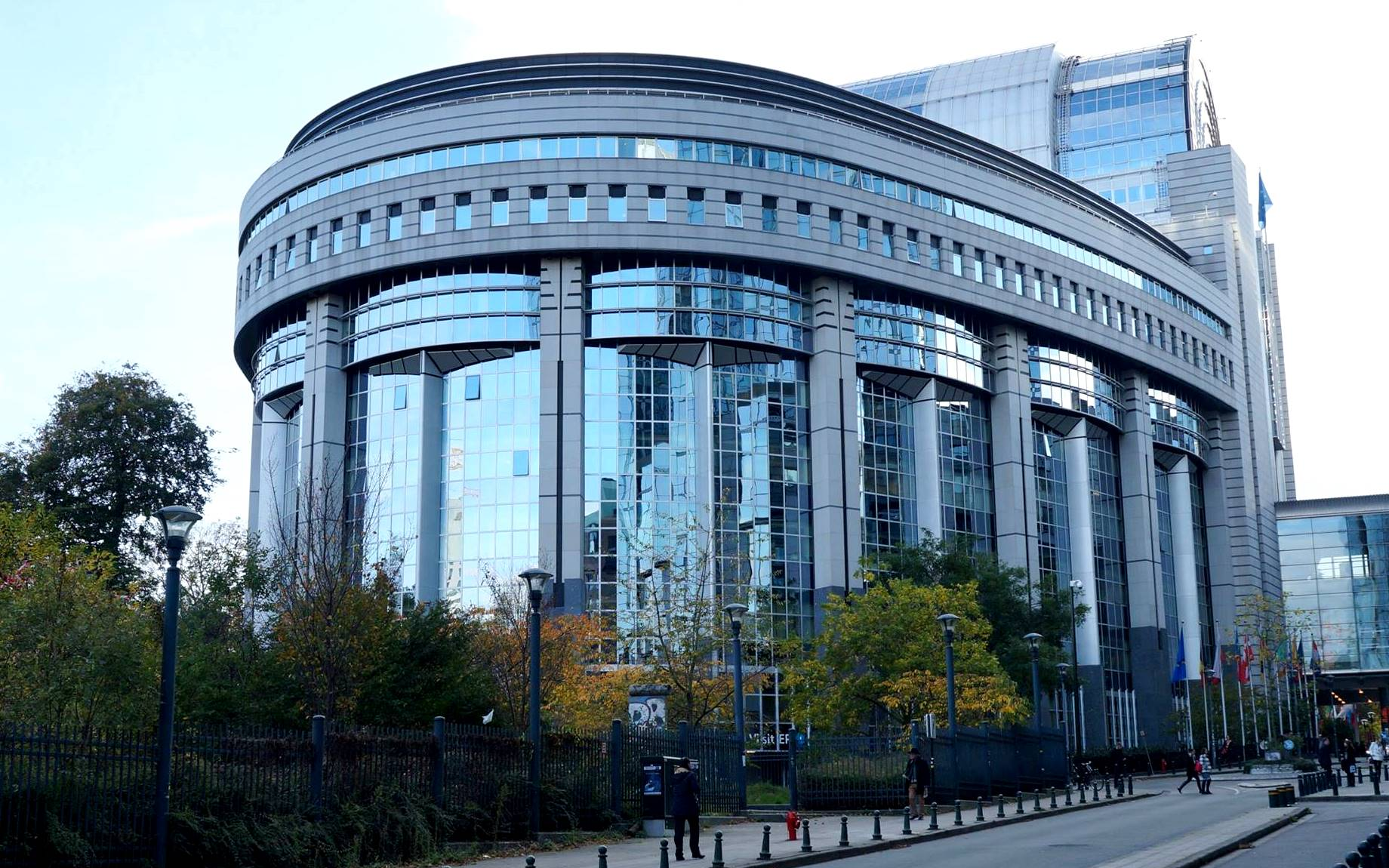
Здание Европарламента в Брюсселе

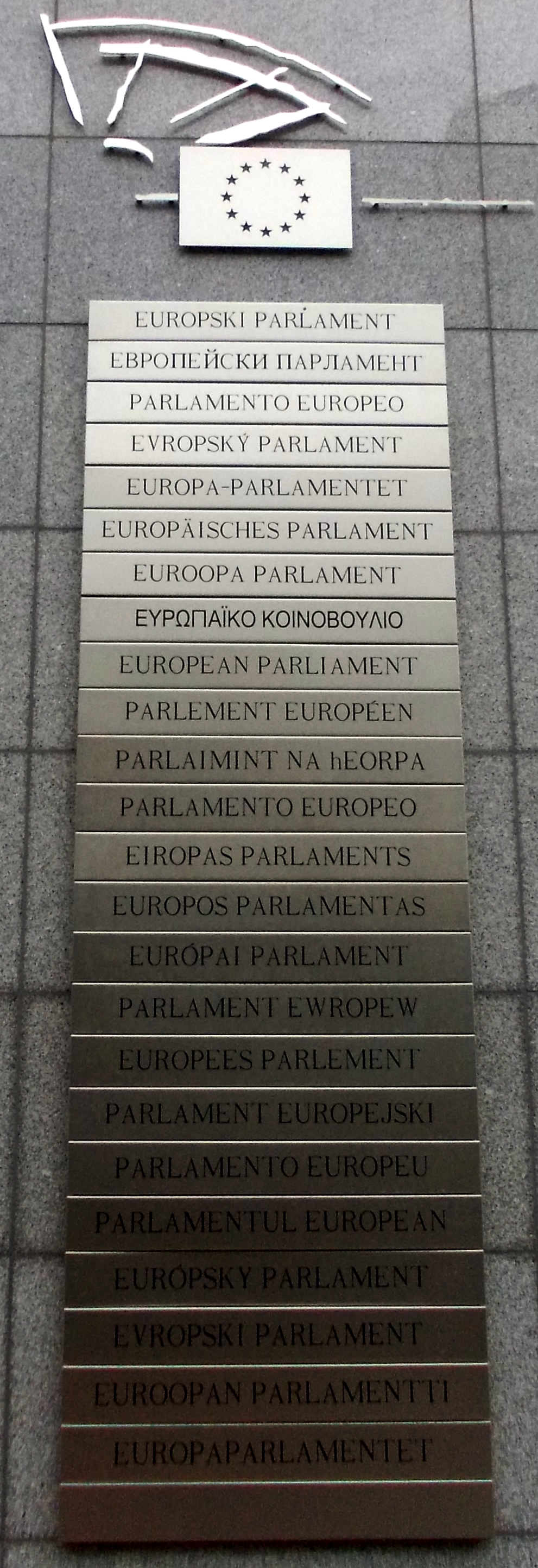
«Европейский Парламент» на официальных языках Евросоюза (на здании Европарламента в Брюсселе)

Европе́йский парла́мент (Европарла́мент, ЕП) — законодательный и представительный орган Европейского союза (ЕС), напрямую избираемый гражданами государств — членов Евросоюза.
Вместе с Советом Европейского союза Европейский парламент является прообразом двухпалатной законодательной ветви власти в ЕС и считается одним из самых влиятельных законодательных органов мира.
Европейский парламент был создан в 1957 году и первоначально именовался Ассамблеей Европейских сообществ. Изначально члены назначались парламентами государств — членов ЕС. C 1979 года парламент избирается населением. Выборы проводятся каждые 5 лет. Депутаты Европарламента делятся на политические фракции, которые представляют собой общеевропейские партийные объединения.
Европейский парламент самостоятельно избирает Председателя сроком на 2,5 года.
Европейский парламент является одним из семи институтов Евросоюза. В соответствии с Договором о Европейском союзе «граждане непосредственно представлены на уровне Союза в Европейском парламенте». С момента основания парламента в 1952 году в качестве Общей Ассамблеи ЕОУС его полномочия непрерывно расширялись, особенно в результате Маастрихтского договора в 1992 году и, в последний раз, Договора в Ницце в 2001 году. Тем не менее компетенции Европарламента всё ещё меньше, чем у национальных законодательных органов большинства государств.
Европейский парламент заседает в Страсбурге, другие места — Брюссель и Люксембург. В настоящее время в парламенте представлены 8 фракций, а также ряд неприсоединившихся депутатов. В своих родных государствах парламентарии являются членами около 160 различных партий и объединений.
Принципы организации и работы органа содержатся в Регламенте Европейского парламента.

## История
В рамках Европейского объединения угля и стали (ЕОУС) также существовала Общая ассамблея, созданная Парижским договором 1951 года. C 10 по 13 сентября 1952 года в рамках ЕОУС (Европейское объединение угля и стали) состоялось первое заседание в составе 78 представителей национальных парламентов стран — членов организации. Это собрание обладало только рекомендательными полномочиями, а также правом отправлять в отставку высшие исполнительные органы ЕОУС. В 1957 году в результате подписания Римского договора были основаны Европейское экономическое сообщество и Европейское сообщество по атомной энергии. Парламентарное собрание, которое на тот момент состояло из 142 представителей, относилось ко всем этим трём сообществам. Несмотря на то, что собрание не получило никаких новых полномочий, оно стало себя называть Европейским парламентом — наименование, которое было признано независимыми государствами. Когда в 1971 году ЕЭС обрело свой бюджет, Европарламент начал участвовать в его разработке — во всех его аспектах, кроме планирования расходов на общую сельскохозяйственную политику, которые на тот момент составляли около 90 % расходов. Эта явная бессмысленность парламента привела даже к тому, что в 70-х годах была в ходу шутка: «Пошли своего старого дедушку заседать в европарламент» («Hast du einen Opa, schick ihn nach Europa»).
С 80-х годов ситуация начала постепенно меняться. Первые непосредственные выборы в парламент в 1979 году ещё не были связаны с расширением его полномочий, но уже в 1986 году, после подписания Единого общеевропейского акта, парламент стал принимать участие в законодательном процессе и мог теперь официально делать предложения по изменению законов, хотя последнее слово всё же оставалось за Европейским советом. Это условие было упразднено в результате следующего шага по расширению компетенций Европарламента — подписания Маастрихтского договора 1992 года, который уравнял в правах Европарламент и Европейский совет. Хотя парламент все ещё не мог выдвигать законопроекты против воли Европейского совета, это стало большим достижением, так как теперь никакое важное решение не могло быть принято без участия парламента. Кроме того, парламент получил право формировать Следственный комитет, что значительно расширило его контролирующие функции. В результате реформы «Амстердам 1997» и «Ницца 2001» парламент стал играть большую роль в политической сфере Европы. В некоторых важных областях, таких, как общеевропейская сельскохозяйственная политика или совместная работа полиции и судебных органов, Европарламент всё ещё не обладает полными полномочиями. Тем не менее, вместе с Европейским советом он занимает прочную позицию в законотворчестве.
С 4 по 7 июня 2009 года состоялись седьмые по счёту выборы в Европейский парламент. Были избраны 736 депутатов, представляющие почти 380 миллионов европейцев, имеющих право голоса, из 27 стран — членов Евросоюза, что сделало эти выборы крупнейшими транснациональными выборами в истории. В выборах участвовали как национальные партии (в том числе партии — члены европейских партий), так и независимые кандидаты.

## Цели и задачи
Европейский парламент имеет три важнейшие задачи: контроль Европейской комиссии, законодательство, бюджетирование.

### Законодательные функции
Европейский парламент делит законодательные функции с Советом ЕС, который также принимает законы (директивы, распоряжения, решения). С момента подписания договора в Ницце, в большинстве политических сфер, действует так называемый принцип совместных решений (ст. 251 ЕС-Договора), согласно которому Европейский парламент и Совет Европейского союза обладают равными полномочиями, и каждый законопроект, представленный Комиссией, должен быть рассмотрен в двух чтениях. Разногласия должны быть разрешены в течение 3-го чтения.
В целом эта система напоминает разделение законодательной власти в Германии между бундестагом и бундесратом. Тем не менее, Европейский парламент, в отличие от бундестага, не имеет права инициативы, другими словами, он не может вносить свои собственные законопроекты. Это право на общеевропейской политической арене имеет только Европейская комиссия. Европейская Конституция и Лиссабонский договор не предусматривают расширения инициативных полномочий для парламента, хотя Лиссабонский Договор все же допускает в исключительных случаях ситуацию, когда группа стран-членов Евросоюза вносит на рассмотрение законопроекты.
Кроме системы взаимного законотворчества, существует также ещё две формы правового регулирования (аграрная политика и антимонополистическая конкуренция), где парламент обладает меньшими правами голоса. Это обстоятельство после Договора в Ницце распространяется только на одну политическую сферу, а после Лиссабонского договора должно и вовсе исчезнуть.

### Бюджетная политика

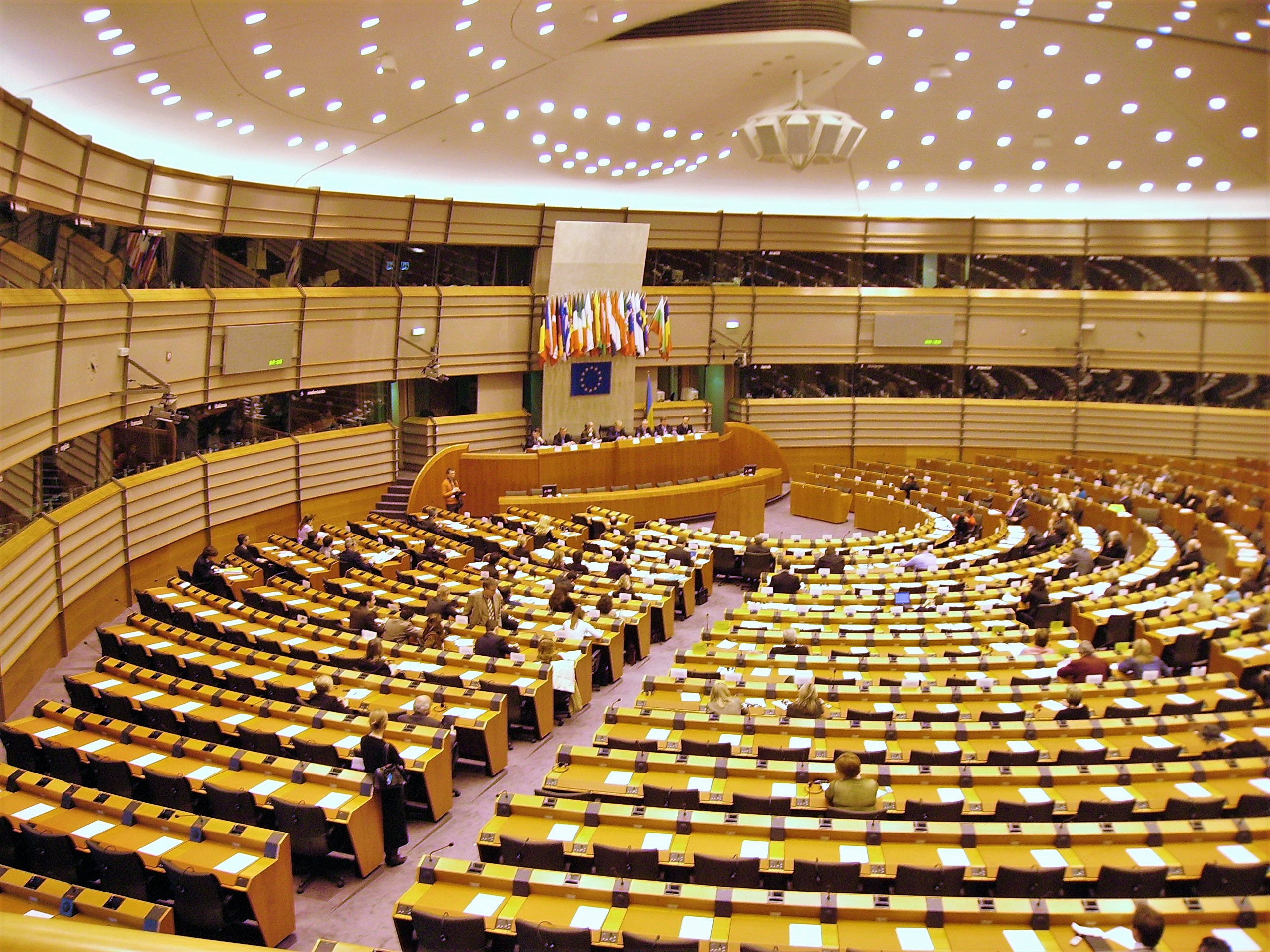
Зал пленарных заседаний Брюссельской резиденции Европейского парламента

Европейский парламент и Совет ЕС совместно формируют бюджетную комиссию, которая формирует бюджет ЕС (например, в 2006 году он составил около 113 млрд. €, в 2009 году — 133,8 млрд. €).
Существенные ограничения на бюджетную политику налагает так называемые «Обязательные расходы» (то есть расходы, связанные с совместной аграрной политикой), которые составляют почти 40 % от совокупного европейского бюджета. Полномочия Парламента в направлении «Обязательных расходов» ранее были сильно ограничены. Лиссабонский Договор ликвидировал разницу между «Обязательными» и «необязательными» расходами и наделил Европейский парламент теми же правами в области бюджетирования, что и Совет ЕС.

### Контролирующие функции
Парламент также осуществляет контроль над деятельностью Европейской комиссии. Пленум Парламента должен утвердить состав Комиссии. Парламент вправе принять либо отклонить Комиссию только в полном составе, а не отдельных её членов. В соответствии с Лиссабонским договором Европарламенту поручено избрание председателя Еврокомиссии. Кроме того, Парламент может через большинство в 2/3 выдвинуть вотум недоверия Комиссии.
Это право Европейский парламент использовал, например, в 2004 году, когда Комиссия свободных городов высказалась против оспариваемой кандидатуры Рокко Бутильоне на пост Комиссара по делам юстиции. Тогда Социал-Демократическая, Либеральная фракции, а также фракция Зелёных, высказали угрозу распустить Комиссию, после чего вместо Бутильоне на пост комиссара юстиции был назначен Франко Фраттини.
Также Парламент может осуществлять контроль над Советом Европейского Союза и Европейской комиссией, учреждая комитет по расследованию. Это право особенно затрагивает те сферы политики, где исполнительные функции этих институтов велики, и где законодательные права парламента существенно ограничены (см. Три опоры Европейского союза).

### Функции депутатов Европейского парламента
Работа европарламентария не ограничивается только дебатами и голосованием. Парламентарии назначаются на выполнение определённых должностей:
- Докладчик. Когда появляется новое правовое предложение, ответственный за проблему комитет, назначает докладчика подготовить рапорт. Докладчик консультируется с политическими группами и экспертами во время специально организованных слушаний. Основываясь на полученной информации, подготавливается черновик рапорта с приложениями. Далее комитет голосует по докладу. Все депутаты парламента голосуют во время пленарной сессии.
- Теневой докладчик. Политические группы, желая отследить прогресс по рапорту, назначают теневого докладчика. Теневой докладчик играет важную роль при поиске компромисса по правовому предложению.
- Координатор. Также политические группы могут назначить координаторов в каждом ответственном комитете. Координатор является основным спикером группы и вместе с другими координаторами вырабатывает решения, которые будут приняты в комитете. Также он/она мобилизуют членов группы перед ответственными голосованиями.

## Распределение мест по фракциям
Нижеследующая таблица даёт информацию о распределении мест в Европейском парламенте по фракциям как в абсолютных числах, так и процентуально, начиная с 1979 года, для начала и конца каждого срока полномочия.
| Срок полномочий | Коммунисты / Левые | Коммунисты / Левые | Социалисты / социалдемокр. | Зелёные      | Регио- налы  | Либе- ралы   | Христианские демократы | Консерваторы | Консерваторы | Национал и евроскептики | Национал и евроскептики | Правые     | Вне фракций | Всего мест |
| 1979—1984       | KOM                | KOM                | SOC                        |              | CDI          | L            | EPP                    | ED           | EDA          |                         |                         |            | вне         | всего      |
| --------------- | ------------------ | ------------------ | -------------------------- | ------------ | ------------ | ------------ | ---------------------- | ------------ | ------------ | ----------------------- | ----------------------- | ---------- | ----------- | ---------- |
| 1979—1984       | 44 (10,7 %)        | 44 (10,7 %)        | 112 (27,3 %)               |              | 11 (2,7 %)   | 40 (9,8 %)   | 108 (26,3 %)           | 63 (15,4 %)  | 22 (5,4 %)   |                         |                         |            | 10 (2,4 %)  | 410        |
| 1979—1984       | 48 (11,1 %)        | 48 (11,1 %)        | 124 (28,6 %)               |              | 12 (2,8 %)   | 38 (8,8 %)   | 117 (27,0 %)           | 63 (14,5 %)  | 22 (5,1 %)   |                         |                         |            | 10 (2,3 %)  | 434        |
| 1984—1989       | KOM                | KOM                | SOC                        | RBW          | RBW          | L            | EPP                    | ED           | RDE          |                         |                         | ER         | вне         | всего      |
| 1984—1989       | 41 (9,4 %)         | 41 (9,4 %)         | 130 (30,0 %)               | 20 (4,6 %)   | 20 (4,6 %)   | 31 (7,1 %)   | 110 (25,3 %)           | 50 (11,5 %)  | 29 (6,7 %)   |                         |                         | 16 (3,7 %) | 7 (1,6 %)   | 434        |
| 1984—1989       | 48 (9,3 %)         | 48 (9,3 %)         | 166 (32,0 %)               | 20 (3,9 %)   | 20 (3,9 %)   | 45 (8,7 %)   | 113 (21,8 %)           | 66 (12,7 %)  | 30 (5,8 %)   |                         |                         | 16 (3,1 %) | 14 (2,7 %)  | 518        |
| 1989—1994       | GUE                | CG                 | SPE                        | V            | ARC          | LDR          | EPP                    | ED           | RDE          |                         |                         | DR         | вне         | всего      |
| 1989—1994       | 28 (5,4 %)         | 14 (2,7 %)         | 180 (34,7 %)               | 30 (5,8 %)   | 13 (2,5 %)   | 49 (9,5 %)   | 121 (23,4 %)           | 34 (6,6 %)   | 20 (3,9 %)   |                         |                         | 17 (3,3 %) | 12 (2,3 %)  | 518        |
| 1989—1994       |                    | 13 (2,5 %)         | 198 (38,2 %)               | 27 (5,2 %)   | 14 (2,7 %)   | 45 (8,7 %)   | 162 (31,3 %)           | 162 (31,3 %) | 20 (3,9 %)   |                         |                         | 12 (2,3 %) | 27 (5,2 %)  | 518        |
| 1994—1999       | GUE                | GUE                | SPE                        | G            | ERA          | ELDR         | EPP / ED               | EPP / ED     | RDE          | FI                      | EDN                     |            | вне         | всего      |
| 1994—1999       | 28 (4,9 %)         | 28 (4,9 %)         | 198 (34,9 %)               | 23 (4,1 %)   | 19 (3,4 %)   | 44 (7,8 %)   | 156 (27,5 %)           | 156 (27,5 %) | 26 (4,6 %)   | 27 (4,8 %)              | 19 (3,4 %)              |            | 27 (4,8 %)  | 567        |
| 1994—1999       | 34 (5,4 %)         | 34 (5,4 %)         | 214 (34,2 %)               | 27 (4,3 %)   | 21 (3,4 %)   | 42 (6,7 %)   | 201 (32,1 %)           | 201 (32,1 %) | 34 (5,4 %)   | 34 (5,4 %)              | 15 (2,4 %)              |            | 38 (6,1 %)  | 626        |
| 1999—2004       | GUE / NGL          | GUE / NGL          | SPE                        | Greens / EFA | Greens / EFA | ELDR         | EPP/ED                 | EPP/ED       | UEN          | UEN                     | EDD                     | TDI        | вне         | всего      |
| 1999—2004       | 42 (6,7 %)         | 42 (6,7 %)         | 180 (28,8 %)               | 48 (7,7 %)   | 48 (7,7 %)   | 50 (8,0 %)   | 233 (37,2 %)           | 233 (37,2 %) | 30 (4,8 %)   | 30 (4,8 %)              | 16 (2,6 %)              | 18 (2,9 %) | 9 (1,4 %)   | 626        |
| 1999—2004       | 55 (7,0 %)         | 55 (7,0 %)         | 232 (29,4 %)               | 47 (6,0 %)   | 47 (6,0 %)   | 67 (8,5 %)   | 295 (37,4 %)           | 295 (37,4 %) | 30 (3,8 %)   | 30 (3,8 %)              | 18 (2,3 %)              |            | 44 (5,6 %)  | 788        |
| 2004—2009       | GUE / NGL          | GUE / NGL          | SPE                        | Greens / EFA | Greens / EFA | ALDE         | EPP / ED               | EPP / ED     | UEN          | UEN                     | DEM                     | ITS        | вне         | всего      |
| 2004—2009       | 41 (5,6 %)         | 41 (5,6 %)         | 200 (27,3 %)               | 42 (5,8 %)   | 42 (5,8 %)   | 88 (12,0 %)  | 268 (36,7 %)           | 268 (36,7 %) | 27 (3,7 %)   | 27 (3,7 %)              | 37 (5,1 %)              |            | 29 (4,0 %)  | 732        |
| 2004—2009       | 41 (5,2 %)         | 41 (5,2 %)         | 217 (27,6 %)               | 43 (5,5 %)   | 43 (5,5 %)   | 100 (12,7 %) | 288 (36,7 %)           | 288 (36,7 %) | 44 (5,6 %)   | 44 (5,6 %)              | 22 (2,8 %)              |            | 30 (3,8 %)  | 785        |
| 2009—2014       | GUE / NGL          | GUE / NGL          | S & D                      | Greens / EFA | Greens / EFA | ALDE         | EPP                    | ECR          | ECR          | EFD                     | EFD                     |            | вне         | всего      |
| 2009—2014       | 35 (4,8 %)         | 35 (4,8 %)         | 184 (25,0 %)               | 55 (7,5 %)   | 55 (7,5 %)   | 84 (11,4 %)  | 265 (36,0 %)           | 54 (7,3 %)   | 54 (7,3 %)   | 32 (4,4 %)              | 32 (4,4 %)              |            | 27 (3,7 %)  | 736        |
| 2009—2014       | 35 (4,6 %)         | 35 (4,6 %)         | 195 (25,5 %)               | 58 (7,3 %)   | 58 (7,3 %)   | 83 (10,8 %)  | 274 (35,8 %)           | 57 (7,4 %)   | 57 (7,4 %)   | 31 (4,0 %)              | 31 (4,0 %)              |            | 33 (4,3 %)  | 766        |
| 2014—2019       | GUE / NGL          | GUE / NGL          | S & D                      | Greens / EFA | Greens / EFA | ALDE         | EPP                    | ECR          | ECR          | EFDD                    | ENF                     |            | вне         | всего      |
| 2014—2019       | 52 (6,9 %)         | 52 (6,9 %)         | 191 (25,4 %)               | 50 (6,7 %)   | 50 (6,7 %)   | 67(8,9 %)    | 221 (29,4 %)           | 70 (9,3 %)   | 70 (9,3 %)   | 48 (6,4 %)              | 36 (4,8 %)              |            | 16 (2,1 %)  | 751        |
| 2019—2024       | GUE / NGL          | GUE / NGL          | S & D                      | Greens / EFA | Greens / EFA | Renew        | EPP                    | ECR          | ECR          |                         | ID                      |            | вне         | всего      |
| 2019—2024       | 41 (5,5 %)         | 41 (5,5 %)         | 154 (20,5 %)               | 75 (10,0 %)  | 75 (10,0 %)  | 108 (14,4 %) | 182 (24,2 %)           | 62 (8,3 %)   | 62 (8,3 %)   |                         | 73 (9,7 %)              |            | 56 (7,5 %)  | 751        |
| 2019—2024       | GUE / NGL          | GUE / NGL          | S & D                      | Greens / EFA | Greens / EFA | Renew        | EPP                    | ECR          | ECR          |                         | ID                      |            | вне         | всего      |
| 2019—2024       | 39 (5,6 %)         | 39 (5,6 %)         | 148 (21,0 %)               | 68 (9,6 %)   | 68 (9,6 %)   | 97 (13,4 %)  | 187 (26,5 %)           | 61 (8,7 %)   | 61 (8,7 %)   |                         | 76 (10,8 %)             |            | 29 (4,1 %)  | 705        |

## Рост числа депутатов
Выборы 2009 года проводились в рамках Ниццкого договора, устанавливающим количество депутатов Европарламента на уровне 736 делегатов (согласно ст. 190 EG-Договора); Лиссабонский договор установил количество парламентариев на уровне 751 человека, включая не имеющего голоса председателя, и меняет распределение количества представителей по странам, данные изменения вступили в силу в 2014 году. Тем не менее на выборах 2009 года были избраны также 18 депутатов от стран, увеличивающих своё представительство по Лиссабонскому договору, а Конституционный комитет Европарламента одобрил временное сохранение депутатов за странами, уменьшающими своё представительство, и присутствие 18 новых депутатов на заседаниях парламента в качестве наблюдателей. После выхода Великобритании из ЕС количество депутатов составляло 705.
|                | Сен 1952 | Мар 1957 | Янв 1973 | Июн 1979 | Янв 1981 | Янв 1986 | Июн 1994 | Янв 1995 | Май 2004 | Июн 2004 | Янв 2007 | Июн 2008 | Июл 2009 | Июл 2014 | Июл 2019 | Фев 2020 | Июл 2024 |
| -------------- | -------- | -------- | -------- | -------- | -------- | -------- | -------- | -------- | -------- | -------- | -------- | -------- | -------- | -------- | -------- | -------- | -------- |
| Германия       | 18       | 36       | 36       | 81       | 81       | 81       | 99       | 99       | 99       | 99       | 99       | 99       | 99       | 96       | 96       | 96       | 96       |
| Франция        | 18       | 36       | 36       | 81       | 81       | 81       | 87       | 87       | 87       | 78       | 78       | 72       | 72       | 74       | 74       | 79       | 81       |
| Италия         | 18       | 36       | 36       | 81       | 81       | 81       | 87       | 87       | 87       | 78       | 78       | 72       | 72       | 73       | 73       | 76       | 76       |
| Бельгия        | 10       | 14       | 14       | 24       | 24       | 24       | 25       | 25       | 25       | 24       | 24       | 22       | 22       | 22       | 21       | 21       | 22       |
| Нидерланды     | 10       | 14       | 14       | 25       | 25       | 25       | 31       | 31       | 31       | 27       | 27       | 25       | 25       | 26       | 26       | 29       | 31       |
| Люксембург     | 4        | 6        | 6        | 6        | 6        | 6        | 6        | 6        | 6        | 6        | 6        | 6        | 6        | 6        | 6        | 6        | 6        |
| Великобритания |          |          | 36       | 81       | 81       | 81       | 87       | 87       | 87       | 78       | 78       | 72       | 72       | 73       | 73       |          |          |
| Дания          |          |          | 10       | 16       | 16       | 16       | 16       | 16       | 16       | 14       | 14       | 13       | 13       | 13       | 13       | 14       | 15       |
| Ирландия       |          |          | 10       | 15       | 15       | 15       | 15       | 15       | 15       | 13       | 13       | 12       | 12       | 12       | 11       | 13       | 14       |
| Греция         |          |          |          |          | 24       | 24       | 25       | 25       | 25       | 24       | 24       | 22       | 22       | 22       | 21       | 21       | 21       |
| Испания        |          |          |          |          |          | 60       | 64       | 64       | 64       | 54       | 54       | 50       | 50       | 54       | 54       | 59       | 61       |
| Португалия     |          |          |          |          |          | 24       | 25       | 25       | 25       | 24       | 24       | 22       | 22       | 22       | 21       | 21       | 21       |
| Швеция         |          |          |          |          |          |          |          | 22       | 22       | 19       | 19       | 18       | 18       | 20       | 20       | 21       | 21       |
| Австрия        |          |          |          |          |          |          |          | 21       | 21       | 18       | 18       | 17       | 17       | 19       | 18       | 19       | 20       |
| Финляндия      |          |          |          |          |          |          |          | 16       | 16       | 14       | 14       | 13       | 13       | 13       | 13       | 14       | 15       |
| Польша         |          |          |          |          |          |          |          |          | 54       | 54       | 54       | 50       | 50       | 51       | 51       | 52       | 53       |
| Чехия          |          |          |          |          |          |          |          |          | 24       | 24       | 24       | 20       | 22       | 22       | 21       | 21       | 21       |
| Венгрия        |          |          |          |          |          |          |          |          | 24       | 24       | 24       | 20       | 22       | 22       | 21       | 21       | 21       |
| Словакия       |          |          |          |          |          |          |          |          | 14       | 14       | 14       | 13       | 13       | 13       | 13       | 14       | 15       |
| Литва          |          |          |          |          |          |          |          |          | 13       | 13       | 13       | 13       | 12       | 11       | 11       | 11       | 11       |
| Латвия         |          |          |          |          |          |          |          |          | 9        | 9        | 9        | 8        | 8        | 9        | 8        | 8        | 9        |
| Словения       |          |          |          |          |          |          |          |          | 7        | 7        | 7        | 7        | 7        | 8        | 8        | 8        | 9        |
| Кипр           |          |          |          |          |          |          |          |          | 6        | 6        | 6        | 6        | 6        | 6        | 6        | 6        | 6        |
| Эстония        |          |          |          |          |          |          |          |          | 6        | 6        | 6        | 6        | 6        | 6        | 6        | 7        | 7        |
| Мальта         |          |          |          |          |          |          |          |          | 5        | 5        | 5        | 5        | 5        | 6        | 6        | 6        | 6        |
| Румыния        |          |          |          |          |          |          |          |          |          |          | 35       | 33       | 33       | 33       | 32       | 33       | 33       |
| Болгария       |          |          |          |          |          |          |          |          |          |          | 18       | 17       | 17       | 18       | 17       | 17       | 17       |
| Хорватия       |          |          |          |          |          |          |          |          |          |          |          |          |          | 13       | 11       | 12       | 12       |
| Всего          | 78       | 142      | 198      | 410      | 434      | 518      | 567      | 626      | 788      | 732      | 785      | 732      | 736      | 751      | 751      | 705      | 720      |

## Фракции
- Европейская народная партия — консерваторы и христианские демократы
- Прогрессивный альянс социалистов и демократов — социал-демократы
- Патриоты за Европу — националисты, суверенисты, евроскептики
- Европейские консерваторы и реформисты — национал-консерваторы, мягкие евроскептики
- Обновляя Европу — либералы
- Зелёные — Европейский свободный альянс — экологисты и регионалисты
- Левые в Европейском парламенте – GUE/NGL — левые социалисты и коммунисты
- Европа суверенных наций[англ.] — ультранационалисты, суверенисты, евроскептики
- Независимые депутаты Европейского парламента

### Бывшие фракции
- Коммунисты и союзники (1973—1989)
- Европейские демократы (1979—1992) — консерваторы
- Европейские правые (1984—1989) — ультранационалисты, евроскептики
- Идентичность, традиция, суверенитет (2007) — ультранационалисты, евроскептики
- Европа за свободу и демократию (2009—2019) — евроскептики, правый популизм
- Европа наций и свобод (2015—2019) — евроскептики и националисты
- Идентичность и демократия (2019—2024) — евроскептики и националисты

## Лоббизм в Европарламенте
В Европарламенте давно действует большое число экспертных лоббистских групп. На 2016 год в созданном по соглашению 2011 года, заключённому между Еврокомиссией и Европарламентом, реестре зарегистрированы более 8,3 тыс. лоббистских организаций, среди которых российские ТНК «Газпром» и «Лукойл». На самом деле лоббистов больше, так как не все из них зарегистрировались. Условия регистрации (она добровольная и необязательная) следующие:

Европейское лобби становится прозрачным, совет ЕС теперь должен сообщить о встречах.
- Зарегистрироваться может любая организация, включая религиозные объединения, частные консультативные кабинеты, профсоюзы, академические институты и т. д.;
- При регистрации требуется указать данные об организации, а также о лицах, аккредитованных при ЕС;
- Регистрация обязывает подписать этический кодекс поведения.

Регистрация даёт лоббисту ряд прав:
- Получать информационную рассылку об обновлении законодательной базы;
- Входить в состав экспертных групп;
- Запрашивать встречу с официальным представителем;
- Знакомиться со статистикой.

## Зал заседаний
Главное здание Европарламента в Брюсселе названо в честь итальянского коммуниста Альтиеро Спинелли, автора «Манифеста Вентотене», в котором впервые была предложена конституция Соединённых Штатов Европы.
Около здания Европарламента в Страсбурге установлена скульптура Людмилы Чериной «Сердце Европы», в 1991 году выбранная официальным символом Евросоюза.